# BRAVO (tijdschrift)
Het tijdschrift BRAVO is een jeugdblad van de Bauer Media Group. De verkochte oplage is 90.803 exemplaren, een daling van 90,6 procent sinds 1998.

## Geschiedenis
Het tijdschrift is opgestart door de journalist Peter Boenisch en de uitgever Helmut Kindler. Het werd voor het eerst gepubliceerd op 26 augustus 1956 met de ondertitel 'Die Zeitschrift für Film und Fernsehen' door de uitgeverij Kindler & Schiermeyer in München. De oorspronkelijke oplage was 30.000 exemplaren en de verkoopprijs was 50 pfennig (ongeveer € 1,24 vandaag gecorrigeerd voor inflatie). Op de voorkant stond Marilyn Monroe. Nummer 13/57 verscheen op 31 maart 1957 met de nieuwe ondertitel 'Het tijdschrift met het jonge hart' en de toevoeging 'Film, Fernsehen, Schlager'. Vanaf nummer 34/57 van 13 augustus 1957 met een oplage van 200.000 exemplaren waren er geen ondertitels meer. Medio 1959 steeg de oplage tot 523.000 exemplaren. In april 1967 werd Bravo samengevoegd met OK en korte tijd gedragen onder de titel Bravo/OK. In augustus 1968 nam Bauer-Verlag het tijdschrift over van Kindler & Schiermeyer.
De verkochte oplage overschreed voor het eerst de grens van een miljoen in het eerste kwartaal van 1966 en piekte in het eerste kwartaal van 1991 met 1,58 miljoen exemplaren. In april 2014 werd Jutta Stiehler, het oude hoofd van het Dr. Sommer-team, als onderdeel van bezuinigingsmaatregelen na 16 jaar bij Bravo ontslagen, net als Christina Bigl, het hoofd van de fotoafdeling van Bravo. In januari 2015 werd de publicatiefrequentie gewijzigd van wekelijks naar tweewekelijks en in januari 2020 van tweewekelijks naar maandelijks. In oktober 2020 werd aangekondigd dat de redactie van München op 1 januari 2021 zou worden opgeheven en dat de inhoud voortaan zou worden verkregen van de redactie van Keulen, Wipperfürth.

## Doelgroep en klassieke categorieën
Bravo behandelt onderwerpen die vooral jongeren interesseren, waaronder actuele informatie over sterren uit muziek en televisie. Daarnaast voert zij (vanaf 2013) ook intensieve relatie- en seksuele begeleiding (adviesjournalistiek).
Marie Louise Fischer (op dat moment de succesvolle auteur van verschillende romantische romans) gaf eerste advies over relatieproblemen van 1964 tot 1969 (onder de pseudoniemen Dr. Christoph Vollmer en Dr. Kirsten Lindstroem). b.v. schreef ze de series Knigge für Verliebte en Liebe ohne Geheimnis.
Vanaf 20 oktober 1969 antwoordde Martin Goldstein (arts, psychotherapeut en godsdienstleraar) onder het pseudoniem (uitgevonden door de redactie) Dr. Jochen Sommer vragen van jongeren over hun seksualiteit. Goldstein had als jeugdpedagoog naam gemaakt met de publicatie Anders als bei Schmetterlingen (ook omdat hij taboe-vocabulaire gebruikte als 'lid' of 'schede'). Voor de specifiek seksuele vragen schreef hij later als Dr. Alexander Korff, terwijl Dr. Sommer voornamelijk was gewijd aan psychische problemen. In 1984 beëindigde hij zijn activiteit als Dr. Sommer. In 1986 nam Margit Tetz, een afgestudeerde maatschappelijk werkster, de leiding van het Dr.Sommer-team over.
Een team beantwoordt al sinds het begin van de jaren 1970 de vragen van lezers. De redactie benadrukt dat in dit Dr.Sommer-team experts blijven werken, bijvoorbeeld gynaecologen, kinderartsen en jeugdpsychologen. Tijdens zijn hoogtepunt ontving Bravo tussen de 3.000 en 5.000 brieven per week over kwesties met betrekking tot puberteit en seksualiteit, in 2006 waren dat ongeveer 400 per week. Het doel van het team is om elke brief te beantwoorden. Naast de sectie van het Dr.Sommer-team was de zogenaamde Bravo-sterrensnede een vroege uitvinding van de Bravo. Hiermee kon men (net als bij een puzzel) de stukjes die van boekje tot boekje verschenen in elkaar zetten om individueel uitgesneden te worden en zo een poster van de ster op ware grootte te ontvangen - een middel tot loyaliteit van de lezer. De eerste ster-cut-campagne vond plaats in 1959 en was een poster van Brigitte Bardot.
Opvallend aan de taal van de Bravo is een relatief groot aantal anglicismen en Denglische termen. Deze ontwikkeling begon halverwege de jaren 1980. Bravo was - vooral in de jaren 1970 en 1980 - vormend en stijlvormend voor vele jaargangen jonge mensen. Op sommige scholen is het boekje door leerkrachten in beslag genomen. Veel van de hedendaagse volwassenen danken hun seksuele opvoeding bijna volledig aan de artikelen van het Dr.Sommer-team dat ze destijds lazen.
74 procent van de Bravo-lezers is 12-19 jaar oud, 58 procent is vrouw.

## Oplage
Bravo is een van de Duitse tijdschriften met het grootste oplageverlies van de afgelopen jaren. Het aantal verkochte exemplaren is sinds 1998 met 90,6 procent gedaald. Het zijn momenteel 90.803 exemplaren. Dit komt overeen met een daling van 878.878 eenheden. Het aandeel van de verkochte abonnementen in de oplage is 14,1 procent.